# Pseudomops praeclarus
Pseudomops praeclarus es una especie de cucaracha del género Pseudomops, familia Ectobiidae. Fue descrita científicamente por Rehn en 1928.
Habita en Costa Rica.